# Cristina (Santa Luzia)
Conjunto Habitacional Cristina , ou popularmente Cristina, é um bairro da cidade de Santa Luzia, em Minas Gerais. 
É subdividido em Cristina A, B e C. Construído na década de 1980 pela Companhia de Habitação de Minas Gerais (COHAB-MG), que junto com o Conjunto Palmital formam um dos maiores conjuntos habitacionais da América Latina. Faz parte do Distrito de São Benedito, distante 8 km da sede do município de Santa Luzia.